# Nowosełycia (rejon zwinogródzki)
Nowosełycia (ukr. Новоселиця) – wieś na Ukrainie, w obwodzie czerkaskim, w rejonie zwinogródzki. W 2001 liczyła 1102 mieszkańców, wśród których 1071 jako ojczysty język wskazało ukraiński, 29 rosyjski, 1 rumuński, a 1 inny.